# Sphaerospira incei
Sphaerospira incei är en snäckart som först beskrevs av Philippi 1846.  Sphaerospira incei ingår i släktet Sphaerospira och familjen Camaenidae.

## Underarter
Arten delas in i följande underarter:
- S. i. incei
- S. i. curtisiana
- S. i. lessoni